# Palacio de los Gurrea
El palacio de los Gurrea es un palacio fortificado situado en el municipio oscense de Argavieso cuyos orígenes se remontan al siglo XI si bien las ruinas que hoy podemos ver podemos datarlas en el siglo XV.

## Historia
Existe documentación que acredita que la villa y el castillo de Argavieso fueron cristianos tras la reconquista de Huesca y que Fortún Garcés del Valle era tenente en 1097. El antiguo castillo fue transformándose progresivamente en palacio fortificado tras las obras realizadas por los numerosos propietarios que tuvo, entre los que se contaron los agustinos del castillo de Montearagón y la Orden del Hospital.
Mediado el siglo XV, Alfonso V de Aragón concedió a Lope Jiménez de Urrea la jurisdicción del lugar de Argavieso y su castillo. En la segunda mitad del siglo XVI pasó mediante matrimonio, a manos de la familia Moncayo, señores y más tarde marqueses de Coscojuela de Fantova. Su último propietario fue el conde Ceferino y Peñamora.
El conde Ceferino fue propietario hasta 1934, fecha en que lo vendió a diferentes vecinos del pueblo en lotes, tanto el inmueble, como las cocheras situadas en frente de la puerta de acceso. Estos propietarios dividieron su estructura en pisos, construyendo viviendas.

## Descripción
El Palacio de los Gurrea de Argavieso se encuentra situado en un extremo del núcleo urbano sobre un gran promontorio rocoso que domina la población. Esta meseta se encuentra algo separada del caserío y por lo que la calle que conduce hasta el palacio pudiera haber sido el foso del primitivo castillo.
El palacio está construido en sillería y es de planta rectangular irregular con los flancos que miran al oeste en chaflán.
La longitud de los lados oscila entre quince y treinta metros, con una altura de cuatro plantas.
El palacio se asienta sobre un podio reforzado con sillares, visibles en el flanco norte, dispuesto en talud donde se observa una puerta en arco de medio punto con salida al campo.
La puerta de acceso está en la fachada este del edificio presentándose en un arco ligeramente apuntado con grandes dovelas y presenta en la clave el blasón con los dos lobos de los Gurrea. Esta puerta estaba flanqueada por dos torreones, uno de ellos está transformado en vivienda desde hace décadas y que en la actualidad sigue habitada. Al otro torreón se accede desde un pasadizo contiguo a la puerta de ingreso, donde quedan las bodegas del sótano cubiertas con bóveda de cañón.
Tras la puerta de acceso comienza un pasillo que da acceso a un zaguán a cielo abierto. Al sur de este patio se abre una puerta con dintel entre columnas estriadas coronada por relieves trabajados en yeso y que encargó D. Juan de Gurrea en 1550.
Para acceder a la primera planta lo podemos hacer a través de una escalera de piedra que sería la noble o a través de otra escalera de servicio que lleva a un espacio donde se observa un horno. Se encuentra en un estado de conservación lamentable lo que hace que esté incluido en la Lista roja de patrimonio en peligro (España).